# Aéroport Boeing-Comté de King
Pour les articles homonymes, voir BFI.

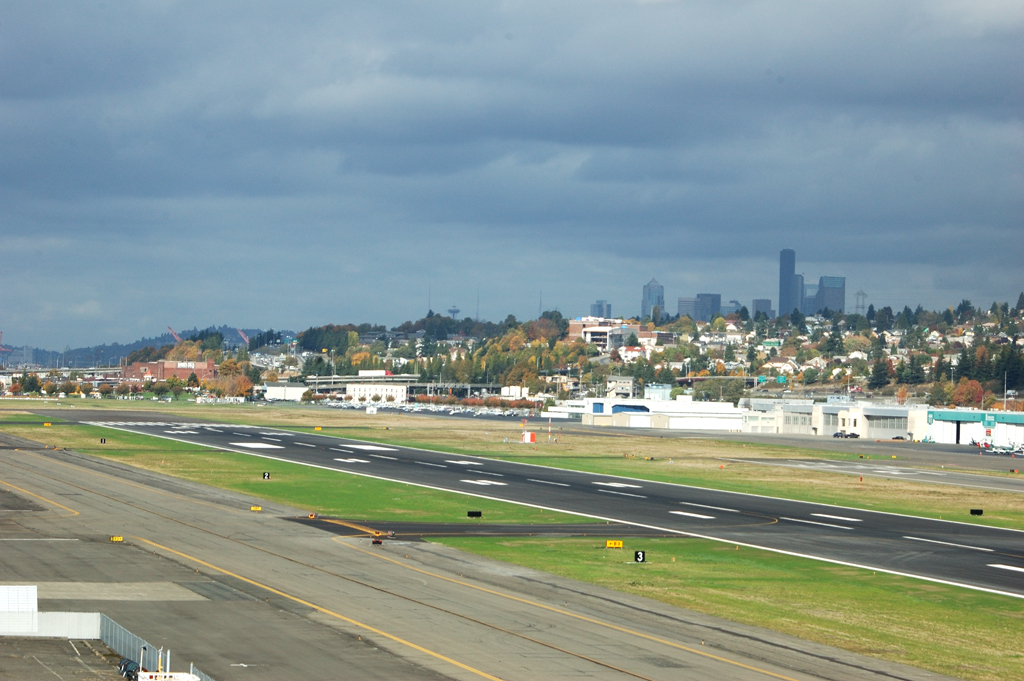
Vue sur Boeing Field.

Boeing Field, officiellement aéroport international du Comté de King (code IATA : BFI • code OACI : KBFI) est un aéroport situé à Seattle dans l'État de Washington aux États-Unis. Il était l'aéroport principal de Seattle de 1928 à la fin des années 1940 ; il fut remplacé par la suite par l'aéroport international de Seattle-Tacoma. Boeing utilise aujourd'hui l'aéroport pour des tests ainsi que les livraisons de ses avions. L'usine d'assemblage initiale des Boeing 737 était adjacente à l'aéroport dans les années 1960 et déménagea à la fin des années 1970 à Renton. Le Museum of Flight est situé au sud-ouest de Boeing Field. Il est nommé ainsi en hommage au fondateur de la compagnie Boeing, William Edward Boeing.

## Situation
| \| 50 km1:5 973 000 \| Yakima Anacortes Bellingham Friday · Harbor Port · Angeles Tri-Cities Pullman · Moscow Boeing-King Seattle · Tacoma Spokane Walla Walla Wenatchee · Pangborn Paine |
| 50 km1:5 973 000 |